# Jalpaiguri

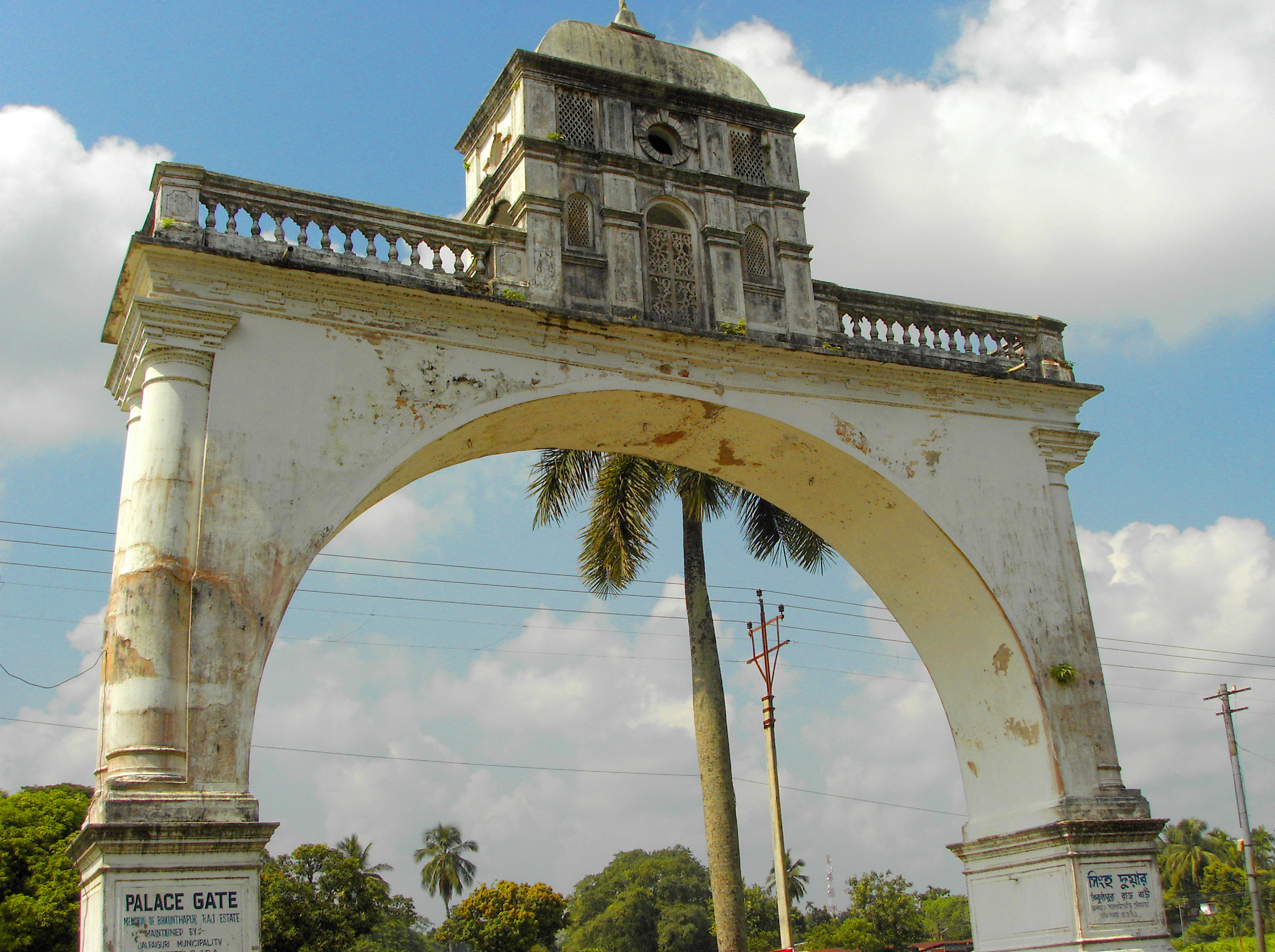
Port vid Raikutpalatset i Jalpaiguri.

Jalpaiguri (bengali জলপাইগুড়ি) är en stad i den indiska delstaten Västbengalen. Den är administrativ huvudort för distriktet Jalpaiguri. Staden (formellt Jalpaiguri Municipality) hade 107 341 invånare vid folkräkningen 2011, med förorter 169 002 invånare.